# Шёнау-ан-дер-Бренд
Шёнау-ан-дер-Бренд (нем. Schönau an der Brend) — община в Германии, в земле Бавария. 
Подчиняется административному округу Нижняя Франкония. Входит в состав района Рён-Грабфельд. Подчиняется управлению Бад Нойштадт ан дер Зале.  Население составляет 1319 человек (на 31 декабря 2010 года). Занимает площадь 15,58 км².
Община подразделяется на 2 сельских округа.

## Население
По оценке на 31 декабря 2015 года население общины Шёнау-ан-дер-Бренд составляет 1237 чел. 

| Дата      | 1840 | 1871 | 1900 | 1925 | 1939 | 1950 | 1961 | 1970 | 1987 | 2011 |
| --------- | ---- | ---- | ---- | ---- | ---- | ---- | ---- | ---- | ---- | ---- |
| Население | 613  | 608  | 614  | 701  | 839  | 1066 | 1143 | 1258 | 1353 | 1286 |

| Год       | 1960 | 1970 | 1980 | 1990 | 2000 | 2009 | 2010 | 2011 | 2012 | 2013 | 2014 | 2015 |
| --------- | ---- | ---- | ---- | ---- | ---- | ---- | ---- | ---- | ---- | ---- | ---- | ---- |
| Население | 1119 | 1276 | 1274 | 1364 | 1424 | 1332 | 1319 | 1262 | 1260 | 1239 | 1228 | 1237 |